# Conferencia de Desarrollo Sostenible de Naciones Unidas
La Conferencia de desarrollo sostenible de Naciones Unidas o Conferencia de desarrollo sustentable de Naciones Unidas, también conocida como Río 2012 o Río+20, es un encuentro internacional organizado por el Departamento de Asuntos Económicos y Sociales de Naciones Unidas que se celebró del 20 al 22 de junio de 2012 en Río de Janeiro, Brasil, coincidiendo con el 20.º aniversario de la Cumbre de la Tierra de Río de Janeiro de 1992. Su celebración fue acordada por la Asamblea General de las Naciones Unidas en su resolución A/RES/64/236 del 24 de diciembre de 2009.

## Objetivos
Los objetivos de la conferencia fueron:
1. Asegurar un renovado acuerdo político en desarrollo sostenible.
2. Evaluar los progresos y brechas en la implementación de los acuerdos ya realizados.
3. Abordar los retos nuevos y emergentes.

## Temas de la conferencia
La conferencia tenía dos temas principales acordados por los miembros:
1. Cómo construir una economía verde para alcanzar el desarrollo sustentable y sacar a las personas de la pobreza, incluyendo proveer apoyo para los países en vías de desarrollo que les permitiera encontrar un camino verde para el desarrollo.
2. Cómo mejorar la coordinación internacional para el desarrollo sustentable mediante la construcción de un marco de trabajo institucional

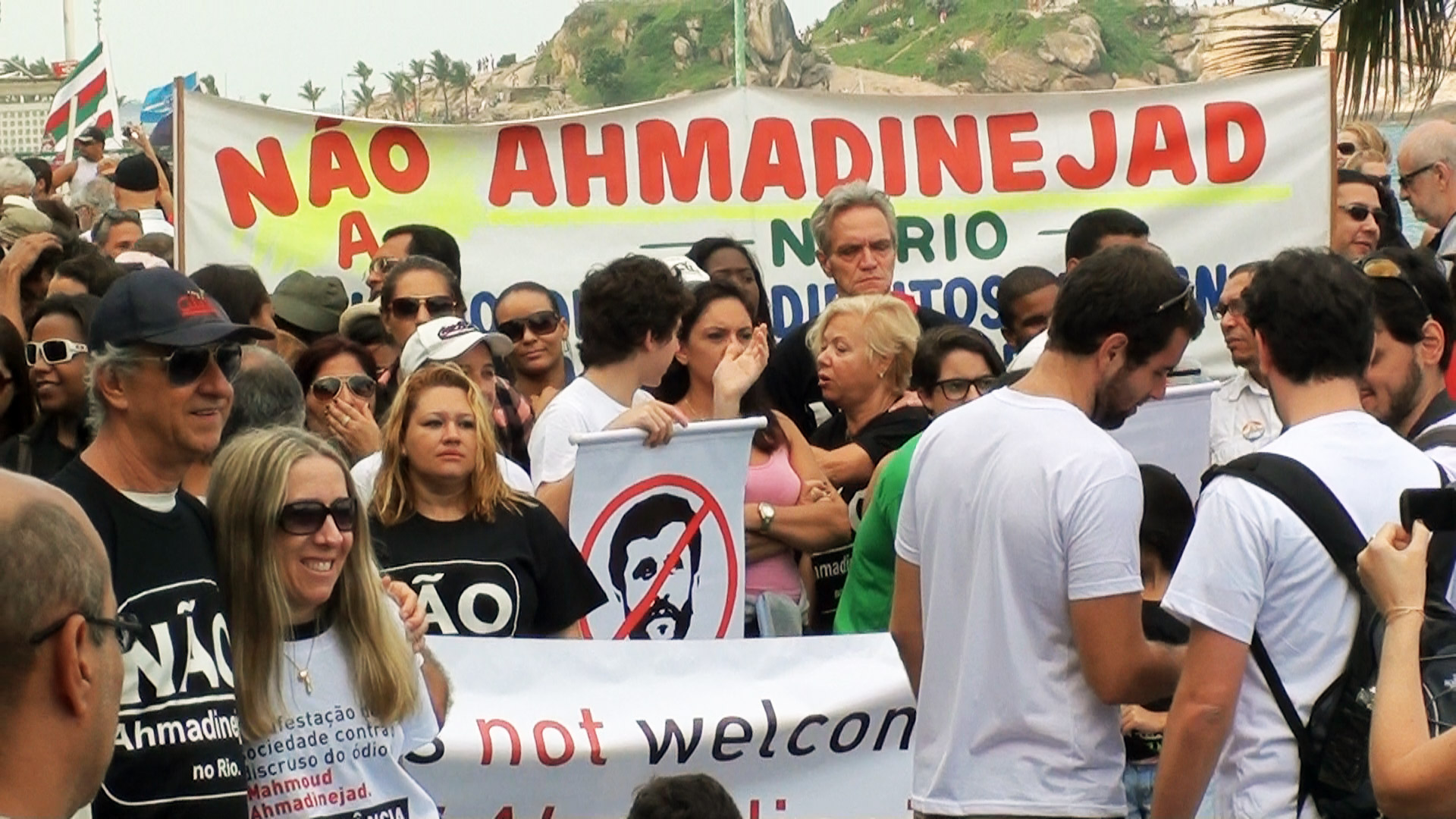
Manifestación contra el presidente de Irán Mahmud Ahmadineyad durante la conferencia

## Controversia
Ha habido cierta controversia sobre la participación de Irán en la conferencia de Río +20. Irán está enviando una delegación, entre ellos el presidente Ahmadineyad, a Río de Janeiro en junio para asistir a la cumbre.  La controversia sobre la asistencia de Irán a la cumbre  se encuentra en el hecho de que Irán tiene graves problemas ambientales que se ha negado a abordar; continuas violaciones de los derechos humanos y a que se niega a cooperar con el OIEA sobre su polémico programa nuclear.  Algunos han argumentado que Ahmadinejad tiene previsto utilizar la Cumbre de Río como una plataforma de propaganda.
La rápida industrialización de Irán ha causado problemas con la contaminación del aire en Teherán y otras grandes ciudades. Otro factor es el aumento de la aceleración en el consumo de energía del país. Irán está entre los países de mayor intensidad energética en el mundo y esto se debe a la falta de infraestructura avanzada, los subsidios del gobierno a los transportistas de energía, y los patrones ineficientes de consumo por parte de las personas. La contaminación del aire se ha vuelto tan grave que el Ministerio de Salud iraní anunció que las admisiones de urgencias hospitalarias se han incrementado en un 19%, con personas que padecen dificultades respiratorias severas.
El ministro de Salud Marzieh Vahidi Dastjerdi informó que además de cerrar organizaciones y escuelas, el gobierno iraní no tenía otras soluciones a los problemas ambientales que afectan a las grandes ciudades hoy en Irán. Por lo menos 3.600 personas murieron a causa de la contaminación del aire en Teherán, en los primeros nueve meses de 2010.
En contraste con las preocupaciones del Ministro de Salud, el gobierno iraní, con una gran participación en la industria automotriz, no ha dejado de promover las ventas de automóviles, inclusive en Teherán, que ya cuenta con 3,5 millones de ellos.
El programa nuclear de Irán también ha causado serios problemas con el medio ambiente, incluyendo las fuentes de agua, la flora y la fauna. Además, la ubicación de varias instalaciones nucleares son extremadamente preocupantes. La planta de energía nuclear de Bushehr, por ejemplo, que se lanzó en noviembre de 2010, está situada en una zona de riesgo sísmico severo. Se encuentra en la intersección de tres placas (Árabe, Africana y Eurasiática) y los expertos han argumentado que un terremoto podría causar daños a la construcción en Bushehr (y al equipo dentro) que causaría un accidente en una escala similar a la de Chernobyl. El geólogo de Kuwait, Jasem al-Awadi, ha advertido de que las fugas de radiación podrían tener un grave impacto en la región del Golfo, en Kuwait particularmente, ya que se encuentra  a solo 276 kilómetros de la planta de Bushehr.

## Desarrollo de la Conferencia y conclusiones
El martes 19 de junio de 2012 las 150 delegaciones que participan en la Conferencia Río+20 alcanzaron un acuerdo de mínimos sobre el borrador de conclusiones titulado "El futuro que queremos" que tendrá que ser aprobado por los más de 100 jefes de Estado y de Gobierno que asistirán a la cumbre (en la que habrá importantes ausencias como Barack Obama, Angela Merkel o David Cameron). Las organizaciones ecologistas y ambientales calificaron el texto de "decepcionante" o de "fracaso colosal". "Una madrugada de negociaciones para que los diplomáticos acaben decepcionando al mundo". Deberían sentir vergüenza de su incapacidad para alcanzar un acuerdo en un asunto tan crucial, declaró Jim Leape, director general de la ONG ecologista WWF.
El viernes 22 de junio se clausuró la Conferencia con un documento de mínimos. El Gobierno brasileño insistió, sin embargo, en que el éxito de Río+20 radicaba en que 193 naciones hayan alcanzado un consenso rápidamente y sin entrar en amargas discusiones.